# American Marconi Wireless Corporation

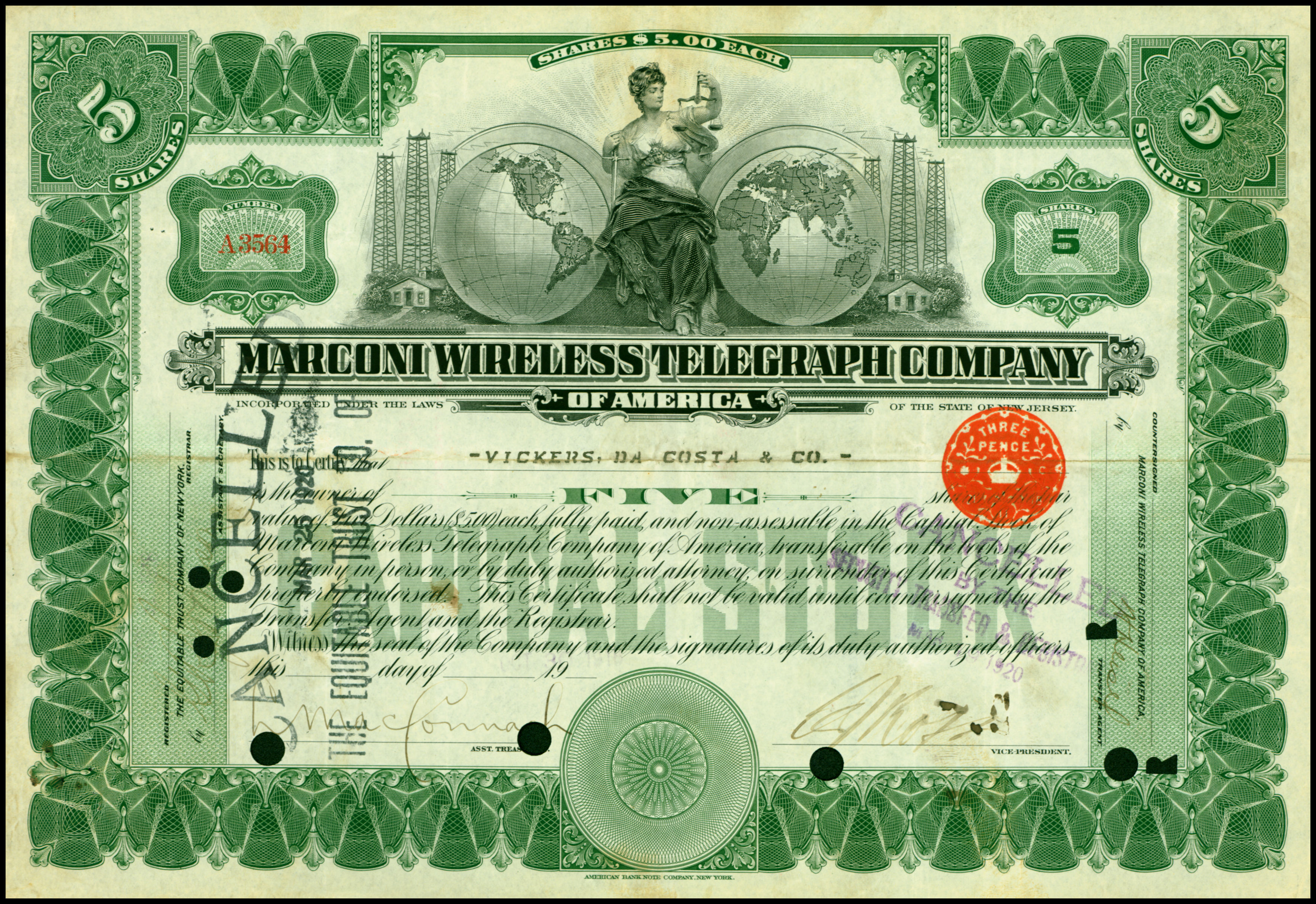
Aktie der Marconi Wireless Telegraph Company of America vom 30. Oktober 1916

Die American Marconi Wireless Corporation war zu Beginn des 20. Jahrhunderts der führende Anbieter drahtloser Kommunikation in den USA. Gegründet am 22. November 1899 von Guglielmo Marconi als Marconi Wireless Telegraph Company of America wurde das Unternehmen mit Sitz in New York 1902 in die American Marconi Wireless Corporation umbenannt.
Am 5. April 1920 beschlossen die Aktionäre auf einem Treffen in Jersey City das Zusammengehen mit der Radio Corporation of America (RCA). Diese Entscheidung war politisch motiviert, weil den Amerikanern der Einfluss der Britischen Regierung über Marconi Wireless Company of England auf den US-Ableger des Konzerns zu groß wurde.

## Unternehmensgeschichte

### Anfänge und Umbenennung
Zu Beginn betrieb American Marconi Wireless Corporation die drahtlose Telegrafie, die mittels Radiowellen gesendet wurden. Das Sendegebiet war auf die Vereinigten Staaten, Kuba, Puerto Rico, Dänisch-Westindien, Alaska, Aleuten, Philippinen, Hawaii und die dazwischen liegenden Gewässer beschränkt. Nachdem die technologische Entwicklung soweit fortgeschritten war, wurde auch die drahtlose Telefonie angeboten. 1902, im Jahr der Umbenennung, erwarb die Gesellschaft von Michael I. Pupin, einem Professor an der Columbia University, dessen Patente zur Übertragung von Signalen über große Entfernungen. Einen Teil des Kaufpreises erhielt er in Aktien der Marconi Wireless Telegraph Company of America.

### Übernahme derUnited Wireless Corporation
1912 übernahm die Marconi Wireless Company of England die seit 1911 insolvente United Wireless Corporation für 700.000 Dollar (in heutiger Kaufkraft 23 Millionen Dollar). Nach der Übernahme veräußerte sie die United Wireless Corporation für 1,4 Millionen Dollar in Aktienanteilen an die American Marconi Wireless Corporation, was zu heftigen Auseinandersetzungen innerhalb der Gesellschaft führte. Die Anteilsscheine wurden 1912 von 25 Dollar auf 5 Dollar gesplittet.
Für die drahtlose Kommunikation nutzte die American Marconi Wireless Corporation den von Ernst Alexanderson entwickelten Alexanderson-Alternator. Alexanderson war zu der Zeit bei General Electric angestellt, die durch den Einsatz des Alternators einen kommerziellen Nutzen für diesen erwirtschaften konnte.

### Entwicklung während des Ersten Weltkriegs
Mit Beginn des Ersten Weltkrieges entspann sich eine Diskussion über die Zulässigkeit der Zensur der drahtlosen Kommunikation. In den Vereinigten Staaten versuchte die Navy, die Kontrolle über das Rundfunkwesen zu erlangen. Der Marinestaatssekretär Daniels war prominentester Fürsprecher dieses Ansinnens. Zudem erkannte er die Möglichkeit, den Rundfunk für Propagandazwecke zu nutzen. Präsident Woodrow Wilson erklärte die Vereinigten Staaten auf der Basis der Monroe-Doktrin für neutral, verbot alle „unneutralen“ Nachrichten und verfügte die Schließung einzelner Sender. 1917 übernahm die Navy alle Küstenstationen in New Jersey, Kalifornien, Hawaii und Alaska.
1919 kontrollierte Marconi Wireless Company of England knapp 25 Prozent von American Marconi Wireless Corporation, der größte Anteilsbesitzer war General Electric. Das Unternehmen verfügte über 60 Landstationen und 600 Stationen auf Schiffen.

## National Register of Historic Places
Eine der ersten Sendestationen, die Marconi errichtet hatte, wurde 1930 „wiedergefunden“. Die Station war zwischen Herbst 1900 und Frühjahr 1901 in Babylon auf Long Island errichtet worden. Das Gebäude und die Technik wurden auf dem Gelände der Radio Corporation of America in Queens als Museum wiederaufgebaut. Eine weitere Station, die 1920 abgerissene Wellfleet Station, die zwischen 1901 und 1917 in Betrieb war, zählt heute zu den Historic Places der Vereinigten Staaten.
Ebenso gehört dazu die Marconi-RCA Wireless Receiving Station in Chatham (Massachusetts), die Marconi 1914 auf Cape Cod errichtete. Heute kann sie als Teil des dortigen funktechnischen Museums Chatham Marconi Maritime Center (CMMC) besichtigt werden.

## Unternehmensleitung
- 1902–1919: John W. Griggs[13]